# Deep Strike
Deep Strike — компьютерная игра в жанре авиасимулятора, разработанная британским разработчиком Ником Уилсом и изданная компанией Durell Software в 1986 году.

## Игровой процесс
Разработанная в 1986 году Deep Strike является игрой в жанре авиасимулятора, в которой игрок управляет истребителем времён Первой мировой войны. Основная задача игрока — защитить союзные бомбардировщики и сражаться с вражескими самолётами, а также с его сухопутными силами. Игроку открывается вид из кабины пилота, из которой он наблюдает за происходящим изнутри истребителя. Игрок облетает трёхмерную контурную поверхность земли и стреляет во вражеские самолёты при помощи боковых орудий. В распоряжении игрока есть радар, показывающий расположение вражеских зенитных установок, которые можно разрушать при помощи бомб.

## Восприятие
| Иноязычные издания | Иноязычные издания |
| Издание            | Оценка             |
| ------------------ | ------------------ |
| Crash              | 79 %               |
| Zzap!64            | 61 %               |

Крис Борн из журнала Crash хорошо оценил плавную анимацию и красочную графику в игре, а также эффект наклонения самолёта в воздухе и хороший 3D-ландшафт. Борн отметил высокий уровень сложности игры, так как выполнять большое количество действий довольно тяжело даже на «лёгком» уровне сложности. Борн обратил внимание на то, что игра балансирует между авиасимулятором и shoot ’em up, и называет это «странной смесью». Борн считает, что Deep Strike — «средняя» игра от Durell Software, хотя его мнение о компании улучшилось, если сравнивать Deep Strike с более ранними играми, выпущенными компанией. По мнению рецензента, игра могла быть лучше, если бы её игровой процесс был шире. Обозреватель Zzap!64 назвал Deep Strike хорошим продуктом, однако он не нашёл стратегии, благодаря которой можно было бы вести эффективный бой с врагами.
Гвин Хьюз из Your Sinclair оценил Deep Strike отрицательно. Он заострил внимание на излишне простом управлении самолётом, а также, как и Крис Борн, на «мучительную медлительность» игры. Качество игровой графики Гвин назвал менее сносной, чем графика авиасимулятора Tomahawk, сравнивая его с Deep Strike. Вместе с этим Хьюз возмутился высокой ценой игры, не оправдывающей ожидания.